# Holidayshow
De Holidayshow was een Nederlands spelprogramma, dat van 1990 t/m 1993 door de NCRV werd uitgezonden.
De kandidaten werden aan het begin van het programma welkom geheten in het fictieve "Holidayhotel". Iedere uitzending had andere vakantiebestemming als thema. Het programma werd afgewisseld met vele muziekoptredens van nationale en internationale artiesten. De presentatie was in handen van Frank Masmeijer.
Bekende/vaste spelonderdelen in dit programma waren onder andere 'het zwembad' en 'de ballenbak'. Bij het zwembad (de halve finale) zaten twee koppels in een soort van bootje op een in het water liggende wand. De koppels kregen om beurten een vraag gesteld. Werd de vraag fout beantwoord, dan ging de helling een stukje omhoog en na vijf foute antwoorden viel ook het veiligheidsblok dat de kandidaten nog vasthield weg en viel het koppel in het water. Iets soortgelijks werd gespeeld bij Ron's Honeymoonquiz, daar ook wel Waterwip genoemd. Bij de ballenbak kon het finalekoppel een luxe vakantie winnen. Bij dit spel moesten de twee kandidaten tegenover elkaar gaan staan, en beiden de ballenbak vasthouden. Hierbij moesten de kandidaten proberen om het balletje dat aan het begin van de bak lag naar het midden te brengen. In het midden van de bak zat een klein kommetje en hier moest het balletje in worden stilgelegd. Lukte dit in 90 seconden, dan was de reis binnen.